# シネイ
シネイ（Ciney フランス語発音: [si.nɛ])）は、ベルギーのワロン地域に属するナミュール州の都市である。2006年1月の人口は14,958人であった。面積は147.56 km2である。
町の名前のついたビールで知られる。1978年に初めて醸造され、現在はアルケン・マース醸造所のグループとして出荷されている。シネイ・ブロンド、シネイ・ブラウン、シネイ・スペシャルなどのブランドがある。